# Žofie Těšínská († 1479)
Žofie Těšínská (narozena mezi lety 1449/1453, zemřela v roce 1479) – těšínská kněžna z rodu Piastovců (Těšínská větev Piastovců), jejím otcem byl Boleslav II. Těšínský a Anna Bielská, dcera Bílského knížete Ivana, a sestřenice polské královny Sofie Litevské.

## Život
Při křtu dostala jméno po Sofii Litevské (polsky Zofia Holszańska). To byla částečně politika Těšínských Piastovců, byla založena na blízkých kontaktech s polským královským dvorem. Stejně jako jméno jejího otce Boleslava II. odkazovalo na jména členů polské královské rodiny.
Zda se narodila před, nebo po smrti svého otce historikové nedokládají.
Byla vychována matkou a strýcem Přemyslem II. Těšínským. Ten v roce 1474, aby upevnil vojenskou pozici proti rybnickému knížeti Václavu III. Rybnickému († 1478), řečenému Prosťáček (polsky Wacław III Rybnicki, nebo Wacław III Prostaczek) ji provdal za ovdovělého Viktorína z Poděbrad. Žofie se tak stala jeho druhou ženou.

## Manželství
V manželství s Viktorínem z Poděbrad se narodily tři děti:
- Bartoloměj († 1515)
- Vavřinec († 1503)
- Magdalena Eufemie († 1497), byla cisterciánkou v Třebnici (polsky Trzebnica)